# Máximo García López

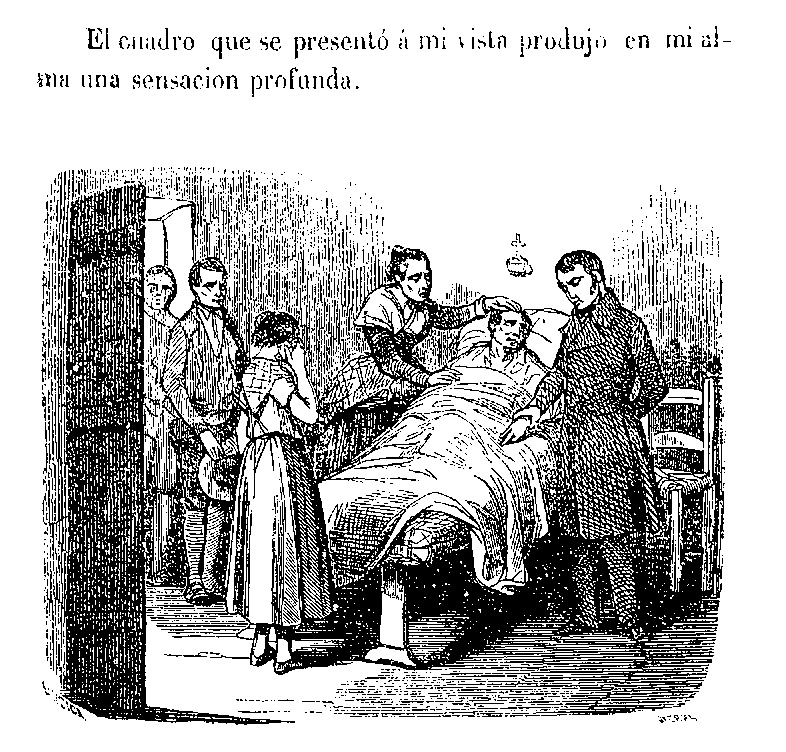
Ilustración de Diario de un médico: con los hechos más notables ocurridos durante la última Guerra Civil en las provincias de Toledo y Ciudad Real. Madrid, Imprenta de T. Aguado, 1847.

Máximo García López (¿1809?-1850) fue un médico y escritor español que vivió durante la primera mitad del siglo XIX.
Poco se sabe sobre él. Una vez licenciado en Medicina y Cirugía, ejerció en diversos pueblos de Toledo y Ciudad Real. Su primer destino fue, sin embargo, Hoyo de Pinares (Ávila), donde permaneció con su familia dos años entre 1832 y 1834 como médico de espuela; allí perdió a su hija. Luego estuvo en Carmena, Madridejos y otros lugares. Su obra principal, publicada por entregas en los Anales de Cirugía es el Diario de un médico, con los hechos más notables ocurridos durante la última guerra civil en las provincias de Toledo y Ciudad-Real.... Esta narración novelada le valió el título de "socio de mérito" concedido por la Academia Quirúrgica Matritense en 1 de septiembre de 1847, cuando ya tenía publicadas cinco entregas. En 1848 ya era secretario de la Comisión Provincial de Madrid de esta misma institución y aún ejercía el cargo a fines de 1850, cuando murió.
Su obra completa se imprimió en dos volúmenes (Madrid: Aguado, 1847) y es importante no solo por los detalles históricos sobre la I Guerra Carlista que contiene, sino por los literarios, que seguramente no han merecido más atención a causa de que fue la única obra de su autor.